# Karavás
Karavás (turc : Alsancak; grec moderne : Καραβάς) est une localité du district de Kyrenia à Chypre. Elle fait de facto partie de la république turque de Chypre du Nord ayant fait sécession en 1983. En 2011, la ville avait une population de 6 597 habitants.

## Étymologie
Le nom de Karavás vient du grec karávi (καράβι), qui signifie « bateau ».

## Histoire
Un «trésor», une impressionnante collection de récipients en argent, de vaisselle, de cuillères et de bijoux, a été trouvé ici en 1902 et 1917. Les pièces peuvent être examinées au British Museum de Londres, au Metropolitan Museum of Art de New York et au Musée de Chypre à Nicosie.
Avant l'invasion turque de 1974, Karavás avait une population d'origine chypriote grecque, d'environ 3 000 habitants. L'Armée de terre turque s'est emparé de Karavás au cours de l'invasion turque de Chypre après le 20 juillet 1974. Tous les Chypriotes grecs habitants ont été forcés de quitter Karavás, par les forces militaires turques et sont devenus des réfugiés dans la partie sud de l'île de Chypre,.
La municipalité chypriote turque Alsancak a été fondée en 1974.

## Personnalités
Karavás est le village ancestral de la famille paternelle du chanteur britannique George Michael.

## Relations internationales

### Ville jumelle – sœur villes
Karavás est jumelée avec:
- Bornova, Izmir, en Turquie (depuis 2011)[4]
- Gazipaşa, Antalya, Turquie (depuis 2015)[5]